# Detroit Diesel

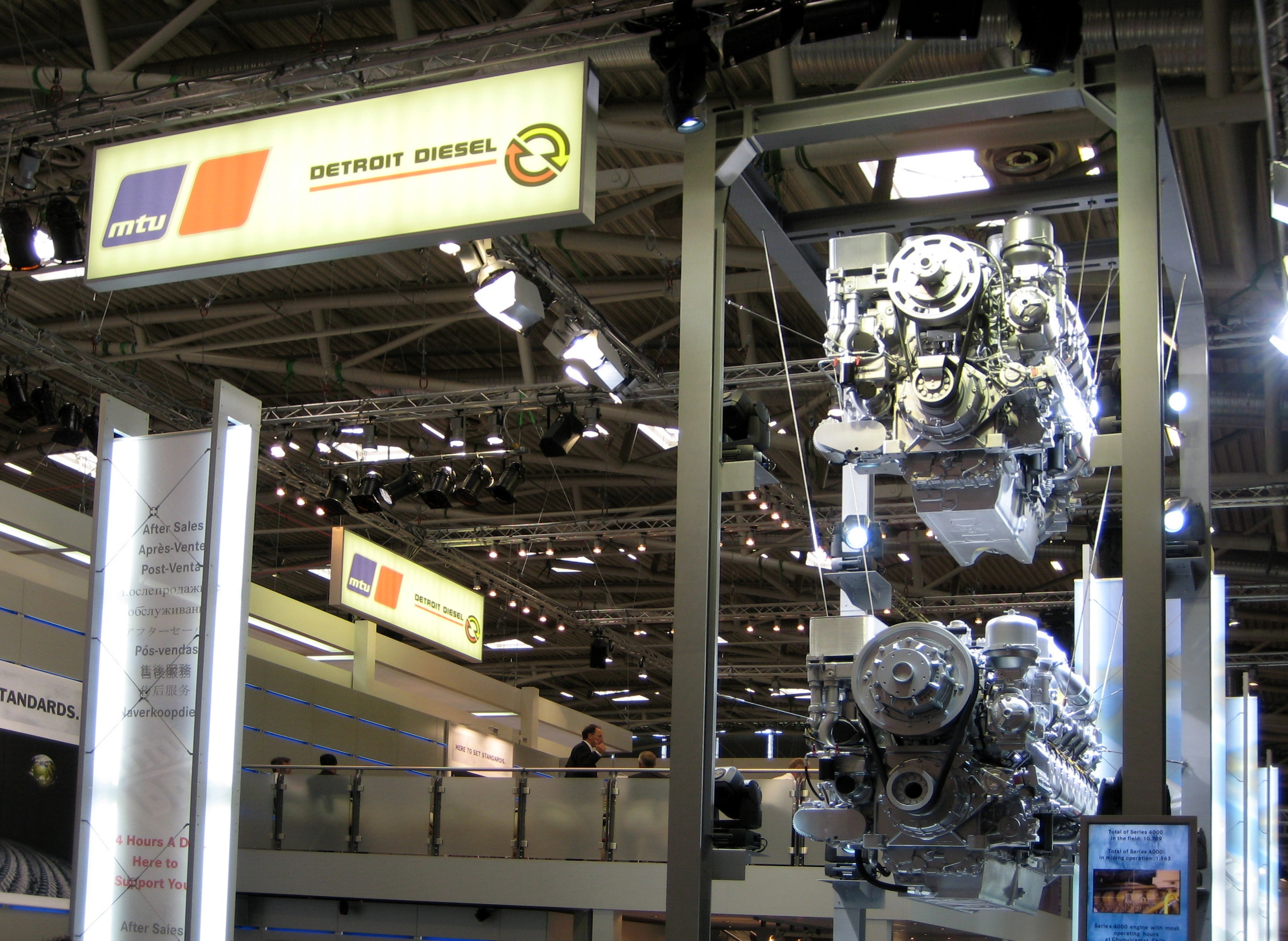
Detroit Diesel, 2007

Detroit Diesel Corporation (DDC)  es una empresa estadounidense fabricante de motores diésel, con sedes en Detroit, Míchigan, Estados Unidos y es una filial de Daimler América del Norte. 
La compañía fabrica motores y componentes de chasis, así como camiones comerciales. Detroit Diesel ha construido más de 5 millones de motores desde 1938, de los cuales más de 1 millón siguen en operación en todo el mundo. La línea de producto de Detroit Diesel incluye motores, ejes, transmisiones, entre otros productos.
Los motores, transmisiones y los ejes se utilizan en varios modelos de los camiones fabricados por Camiones Daimler de América del Norte, así como en los autobuses de sus compañías asociadas.

## Divisiones
Diésel de Detroit consta de dos divisiones.Los vehículos todo terreno de carretera, a cargo de Tognum,  filial de Holding de Motor GmbH, compañía de Daimler AG y Corros-Royce Grupo plc. Los otros vehículos más comerciales están a cargo de Daimler AG.

## Trayectoria de la corporación
- 1938: General Motors formó la División de Diesel de General Motors, el origen de la actual Empresa de Diesel de Detroit. El primer modelo era la Serie 71 motor de dos ciclos.
- Segunda Guerra Mundial: Tanques, lanchas de desembarco, aterrizando oficio, equipamiento de carretera y generadores necesitaron motores compactos y ligeros. En 1943, GM Diesel empleó 4,300 personas, más de 1,400 de ellos mujeres. Junto a estos empleados se produjeron 57,892 motores. GM lanzó una serie de 110 motores que fueron utilizados en equipamiento de construcción, coches de raíl, y como generadores de energía.
- 1950:  El gran uso de los motores de GM diésel en miles de aplicaciones militares ayudó a su aceptación en aplicaciones comerciales. La compañía desarrolló motores pesados para camiones de distancia larga. GM diésel también empezó a desarrollar en todo el mundo una red de distribución independiente y autorizó distribuidores y comerciantes para proporcionar partes y servicios.
- 1955: GM empezó vender motores de diésel a clientes externos.
- 1957: GM diésel introdujo la Serie 53 motor, y puso en marcha la Serie 71,  sus partes fueron diseñadas para que pudieran ser intercambiables, lo cual facilitó  producir muchos modelos.
- Los siguientes 20 años, la División de Allison de Diesel de Detroit creció, triplicando sus ventas durante la década de 1960.

## Socios
- Camiones Daimler de América del Norte, la compañía fundadora Diesel de Detroit, y Walmart colaboró para construir el primer-nunca híbrido eléctrico Freightliner Cascadia en 2010.